# Émile Fulrand Belin
Pour les articles homonymes, voir Belin.
Émile Fulcrand Belin, né à Paris le 9 mars 1800, décédé le 1er mai 1887 à Saint-Étienne, Allier, était ingénieur des ponts et chaussées.

## Biographie
Il entre à l'École polytechnique en 1818 et suit ensuite les cours de l'École des Ponts et Chaussées.
En 1823, il est aspirant ingénieur. Il est nommé à Aurillac et y reste jusqu'en 1825.
En 1824 il est ingénieur ordinaire des Ponts et Chaussées.

## Canal latéral à la Loire
En 1825, il est nommé à Decize sur le chantier du canal latéral à la Loire. Là, sous la direction de l'ingénieur en Chef Vigoureux, il va trouver une équipe d'ingénieurs des Ponts et Chaussées remarquables : Paulin Talabot, Charles Didion, Adolphe Jullien.
Belin est chargé de la section comprenant le pont aqueduc de Dompierre et le grand pont-canal du Guétin.

## Canal de Roanne à Digoin
Après un départ manqué pour l'Argentine, il sera nommé à Digoin pour la réalisation de la section à l'amont qui se prolongeait jusqu'à Roanne qui avait été concédée en octobre 1830. Il devint l'ingénieur en chef du concessionnaire.
Dans la même période, l'Administration développa les concessions de ponts suspendus. Les concessionnaires demandèrent alors à des ingénieurs de faire la conception et la réalisation de ces ponts. Émile Belin fut donc sollicité, et accepta, en plus de ces travaux pour le canal, de faire les projets des ponts suspendus de Chambilly, du Fourneau, de Decize sur la Loire, de Cazal sur le Pô et du pont de la Caille près d'Annecy sur le vallon des Usses.

## Canal latéral de la Garonne
En 1838, il accepte la proposition de Legrand, Directeur général des Ponts et Chaussées et des Mines, d'assurer la direction des travaux du canal latéral de la Garonne dont la construction avait été décidée par la loi du 3 juillet 1838.
Legrand le remercia pour ce choix alors que Baude lui avait demandé d'être le directeur de la construction du chemin de fer de Paris au Havre.
Les travaux les plus remarquables entrepris par Belin comprennent :
- la prise d'eau de Toulouse,
- les écluses avec dérivation latérale,
- la canalisation dans le lit du fleuve dans des zones peu stables,
- les fondations du pont-canal de Cacor.

## Ligne de chemin de fer Bordeaux-Sète
La loi de 1842 prévoit la construction de la ligne de chemin de fer Bordeaux-Sète.
Belin est alors désigné pour faire les études de cette ligne de chemin de fer. Son projet lui valut des témoignages de satisfaction du Conseil général des ponts et chaussées.
En 1846, la compagnie concessionnaire désigne Belin pour diriger les travaux avec Gratien de Job.
En 1847, la crise financière fit que la compagnie ne put faire face à ses obligations. Elle fut déclarée déchue. Belin devint disponible.

## Travaux de raccordement des voies ferrées dans Lyon
En septembre 1847, il est nommé à Lyon pour diriger les travaux de raccordement des voies ferrées. Les journées révolutionnaires de février 1848 vont les désorganiser et la création des ateliers nationaux vont se révéler des échecs.

## Inspecteur divisionnaire
En 1848 il est nommé inspecteur divisionnaire chargé des départements de la rive gauche du Rhône jusqu'au département du Vaucluse inclus, de la navigation du Rhône de la Durance jusqu'à la mer, et de la voie de chemin de fer de la sortie de Lyon à Marseille.
Les inondations vont amener à la création d'une commission devant étudier les mesures à prendre pour éviter les inondations dans le bassin du Rhône qu'il préside.
Il prend sa retraite le 9 mars 1870.